# 马西莫·马尔焦塔
马西莫·马尔焦塔（義大利語：Massimo Margiotta，1977年7月27日—），意大利、委内瑞拉男子足球运动员，司职前锋。他曾代表意大利国奥队参加2000年夏季奥林匹克运动会足球比赛，获得第五名。